# Куодене, Стасе Эдвардо
Стасе Эдвардо Куодене — советский литовский хозяйственный деятель, Герой Социалистического Труда.

## Биография
Родилась в 1931 году в Смичкяе. Член КПСС с 1974 года.
В 1954—1966 — колхозница, работница животноводческой фермы.
В 1966—1981 — доярка колхоза «Кулва» Ионавского района Литовской ССР.
Указом Президиума Верховного Совета СССР от 6 сентября 1973 года присвоено звание Героя Социалистического Труда с вручением ордена Ленина и золотой медали «Серп и Молот».
Жила в Литве.

## Награды и звания
- Герой Социалистического Труда (06.09.1973)
- Орден Ленина (06.09.1973)